# Alpaida iquitos
Alpaida iquitos är en spindelart som beskrevs av Levi 1988. Alpaida iquitos ingår i släktet Alpaida och familjen hjulspindlar. Inga underarter finns listade i Catalogue of Life.